# Moto Guzzi V85 TT
La  Moto Guzzi V85 TT est un modèle trail de la marque italienne sorti en mars 2019,. Il se présente en héritier du trail Stelvio, disparu du catalogue du constructeur en 2017 en raison des restrictions imposées par la norme Euro 4. La lettre « V » correspond à l'architecture moteur, tandis que le numéro « 85 » renvoie à la cylindrée du modèle. Enfin les lettres « TT » viennent de l'italien « Tutti Terreni » pour « tout-terrain ».

## Moteur

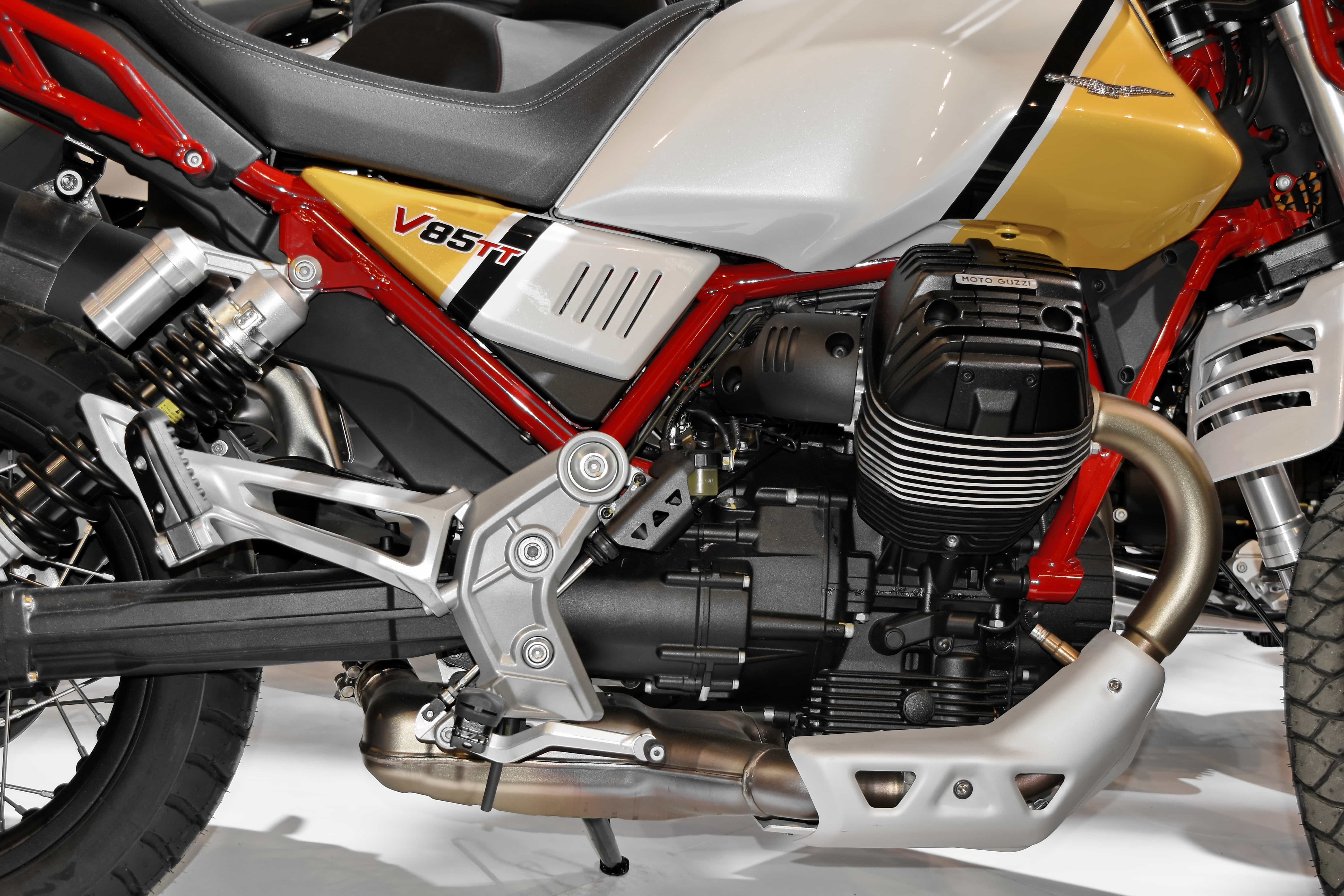
Moteur de la V85 TT.

Le moteur bicylindre en V ouvert à 90° monté longitudinalement et refroidi par air ne déroge pas à la tradition de la marque. S'il est dérivé des modèles V9 avec sa cylindrée de 853 cm3, il est toutefois plus puissant et développe 80 ch à 7 750 tr/min. Le gain de puissance s'explique par le fait que le bicylindre culbuté, à deux soupapes par cylindre, profite de nouveaux carters, d'un vilebrequin allégé, de tiges de culbuteurs en aluminium, de soupapes d'admission en titane, d'un taux de compression augmenté (10,5 à 1), d'un volant moteur et d'un alternateur renforcés, d'une injection de 52 mm (38 mm sur les V9), et de nouveaux pistons et bielles.
Adapté à un usage en route mixte, ce moteur se singularise par un couple relativement élevé de 80 N m à 5 000 tr/min. La transmission finale est confiée à un arbre et cardan.

## Châssis
Le châssis est encadré par deux plaques latérales en aluminium à la fois support du bras oscillant et des repose-pieds avant et arrière. Le moteur est également un élément de rigidité de l'ensemble.
La transmission finale à cardan propre au constructeur italien autorise un entretien réduit. Le carter de l'arbre fait office de bras oscillant côté droit et accueille l'unique amortisseur tandis que la partie gauche est de forme différente et contribue à la robustesse de l'ensemble.
La configuration du moteur en V longitudinal a permis de dégager un espace suffisant pour accommoder le bras oscillant et un cardan plus longs qu'à l'accoutumée chez le constructeur. Ceci autorise davantage de débattement de suspension arrière qui s'avère être idéal pour une conduite en tout-terrain.

## Rappels et défauts
La National Highway Traffic Safety Administration (NHTSA), l'agence fédérale américaine chargée de la sécurité routière, a mis en évidence un problème de fuite d'huile au niveau du cardan de 371 Moto Guzzi V85 TT conçues entre mai et septembre 2019. 399 véhicules ont également fait l'objet d'une expertise révélant un défaut de fixation des cale-pieds par l'agence américaine. Le groupe Piaggio reconnaît que ce défaut peut concerner environ 2 % des V85 TT produites à cette période. Ces véhicules ont fait l'objet d'un rappel obligatoire sur le sol américain.
Dans les autres pays, Piaggio a lancé une campagne de rappel non obligatoire auprès de ses clients. Pour vérifier les modèles concernés par ce rappel, une page existe sur le site de Piaggio. Des utilisateurs ont reçu une invitation par courrier afin de procéder à une vérification non obligatoire et gratuite de leur véhicule concernant les deux défauts susmentionnés.